# ノ・ミヌ
ノ・ミヌ（노민우、1986年5月29日 - ）は、韓国の俳優。
弟は歌手のi'll (アイル)。

## 経歴
- 日本の東京生まれ[2]。
- 身長185cm、体重63kg[1]。
- バンド TRAX ではRose（ローズ）の名でドラムス奏者として活動していたが、2006年に脱退。
- TRAX脱退後俳優に転身し、映画、テレビドラマに出演。ファッション雑誌ではモデルとして、またバラエティ番組でもタレントとして幅広く活動している。
- 2011年8月28日（日）東京・日本青年館にて「No Min-woo 1st FANMEETING＆SPECIAL LIVE in TOKYO」開催。
- 2012年3月20日（火）東京・中野サンプラザにて「ノ・ミヌ Global Peace with Music 2012 ～ 僕たちのKIZUNA ～」開催。「国連の友アジアパシフィック」総長より感謝状を受け取る。
- 2012年3月23日（金）1st FANMEETING & SPECIAL LIVE in TOKYO [DVD] 発売。
- 2013年12月 TOKYO&OSAKA 「Christmas Concert」
- 2014年3月22日 「LIVE IN MAYIHAMA AMPITHEATER」
- 2014年8月 JAPAN ZEPP TOUR
- 2015年12月 JAPAN LIVE TOUR 「It's My Life」
- 2016年4月 TOKYO&OSAKA LIVE「Beautiful Day」
- 2016年6月4日 SPECIAL LIVE「GRAVITY」
- 2016年8月4日 MINUE JAPAN LIVE「END OF THE WORLD」
- 2016年10月 MINUE JAPAN DEBUT CONCERT「MAJESTIC」

## 出演作品

### 映画
- 『ストーリーオブワイン』（2008年）
- 『霜花店 運命、その愛』霜花店（2008年12月30日公開）
- 『バトル・オーシャン 海上決戦』（2014年）

### テレビドラマ
- 『ミステリー刑事』 미스터리형사　（tvN、2009年1月16日 - 2009年3月6日）
- 『テヒ、ヘギョ、ジヒョン』 태희혜교지현이（MBC、2009年 3月2日 - 2009年 9月4日）
- 『ミセスタウン - 夫が死んだ』 미세스타운 - 남편이 죽었다　（tvN、2009年11月13日 - 2010年1月29日）
- 『朝鮮推理活劇チョン・ヤゴン』 조선추리활극 정약용　（OCN、2009年11月27日 - 2010年1月15日）
- 『パスタ〜恋が出来るまで〜』 파스타　（MBC、2010年1月4日 - 2010年3月9日）
- 『僕の彼女は九尾狐＜クミホ＞』 내 여자친구는 구미호　（SBS、2010年8月11日 - 2010年9月30日）
- 『ロックRock楽』 락락락 （KBS2、2010年12月11日 - 2010年12月18日 全4回）
- 『マイダス』　마이더스　（SBS、2011年2月22日 - ）
- 『フルハウスTAKE2』（SBS Plus、2012年10月22日 -）
- 『剣と花』  칼과 꽃 （KBS2、2013年8月7日 -）
- 『私の残念な彼氏』（MBC、2015年4月10日 -5月30日）
- 『食べる存在 』(Naver TV Cast, ウェブドラマ, 2015年11月12日 -11月25日）
- 『その男のバラード』(中国ウェブドラマ)
- 『検法男女シーズン2』(MBC、2019年6月-)

## 日本語吹き替え
『僕の彼女は九尾狐』以降、茂木たかまさがほとんどの作品で担当している。
また、2012年に『フルハウスTAKE2』の吹き替え収録最終日にミヌがサプライズ登場し、初担当作である『僕の彼女は九尾狐』の吹き替え版の感想を述べた後、「日本語版の声は茂木さんによろしくお願いしますね」と伝え、本人からの公認を通り越して指名される事となった。
なお、茂木のXのプロフィール画像には、ミヌがサプライズ登場した際に描いた似顔絵が使用されている。